# Curlew River (opera)

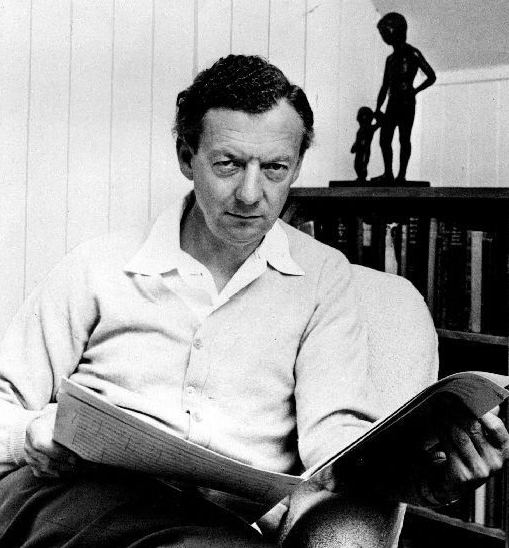
Benjamin Britten

Curlew River – A Parable for Church Performance (svenska: Curlew River - En parabel för kyrkobruk) är ett kyrkospel (opera) med musik av Benjamin Britten och libretto av William Plomer efter det medeltida japanska No-teaterstycket Sumidagawa (Floden Sumida) av Juro Motomasa (1395-1431). Verket är tillägnat Brittens tonsättarkollega Michael Tippett "in friendship and admiration".

## Historia
När Britten var i Tokyo 1956 såg han två föreställningar av No-pjäsen Sumidagawa. De gjorde ett stort intryck på honom och lämnade ett bestående intryck. Efter arbetet med En midsommarnattsdröm undergick Brittens musikspråk en utveckling mot förenkling och asketism. Han hade länge haft tanken på att föra in opera i kyrkliga sammanhang och här kom upplevelsen från Japan in med sin sparsmakade form. Librettisten William Plomer (som hade bott i Japan) skissade på ett libretto byggd på Sumidagawa, men Britten ville inte att verket skulle bli en pastisch av en No-pjäs. Tillsammans med sin livspartner Peter Pears omarbetade han hela konceptet och gjorde det till ett kristet verk. Sin vana trogen ville Britten gärna att Pears skulle få en stor sångroll i operan, men då pjäsens huvudroll är en kvinna stötte det på svårigheter. Genom att överföra pjäsens handling till ett medeltida engelskt religiöst drama löstes problemet, då alla kvinnoroller på den tiden spelades av män. Pears fick sålunda den stora huvudrollen som "Den galna kvinnan" (Madwoman). Britten hade flera förslag på titeln: The other side of the River, Across the River eller Over the River men det var Plomer som föreslog Curlew River. För att understryka att verket inte var en opera i allmän benämning lade han till undertiteln A parable for church performance.
För att förverkliga sin opera tog Britten hjälp av Colin Graham som regissör och koreograf. Graham var förbjuden att se någon No-teater. Britten ville att alla rörelser skulle vara deras egna. Han förklarade för Graham vad varje scen skulle handla om, spelade upp en del musik och lät sedan Graham komma på vilka rörelser som han tyckte skulle passa. I mitten av januari 1964 anlände Britten, Pears och Graham till Venedig för att arbeta på operan. Men besöket inverkade hämmande på Britten till en början: han kände sig trött, arbetet gick långsamt och klimatet var kallt.
De bevistade mässa i kyrkan San Giorgio Maggiore och munkarnas gregorianska sånger och långa kåpor gjorde stort intryck på Britten, som lät både sången och kläderna ingå i operan.
Repetitionerna började i maj 1964 i Brittens hemstad Aldeburgh. Kompositören Oliver Knussen var tolv år vid tillfället och besökte då och då sin far Stuart som spelade kontrabas i orkestern. Fadern berättade att flera av musikerna var oroliga över hur de skulle kunna spela i olika tempo eller samstämmigt utan en dirigent. Stycket uruppfördes den 13 juni 1964 i Sankt Bartholomewkyrkan i Orford, Suffolk i samband med Aldeburgh Festival. På grund av ett åskväder fick blev föreställningen 30 minuter försenad.

## Om operan

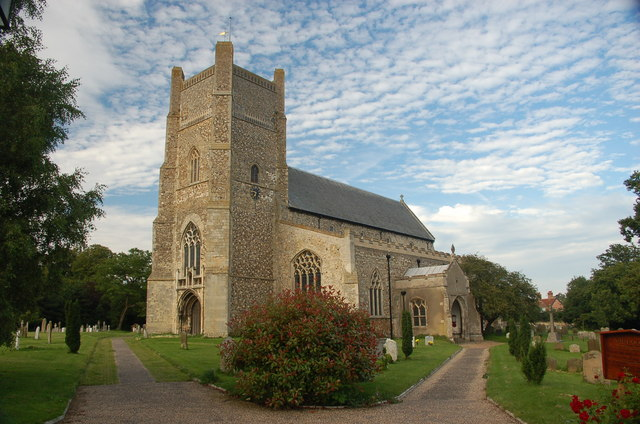
Kyrkan St Bartholomew i Orford.

Då Britten såg det japanska teaterstycket 1956 hade han blivit särskilt påverkad av den stiliserade, rituella teaterformen; handlingens långsamhet, de vackra kostymerna, blandningen av religiös mässande, tal och sång, samt den enkla instrumenteringen. Plomers textversion bibehöll delar av denna stilisering. I valet av musiker skar Britten ned ännu mer än vad han använt i sina tidigare kammaroperor. Kvar blev en egenartad blandad ensemble bestående av flöjt, horn, viola, kontrabas, harpa, ostämda slagverk och orgel. Han bestämde också att det inte fanns behov av någon dirigent i sin strävan att efterlikna Gamelanmusiken i Sydostasien. För att ge någon sorts ledning uppfann han ett symbolmärke i partituret i form av två halvbågar (liknande en vågrörelse) som angav när vissa vokala eller instrumentala delar skulle början.

## Personer
- Den galna kvinnan (tenor)[a]
- Färjkarlen (baryton)
- Den resande (baryton)
- Pojkens ande (gossopran)
- Abboten (bas)
- Pilgrimer (kör bestående av tre tenorer, tre barytoner och två basar)

## Handling
I ett träskområde (Fenland) i östra England under medeltiden.
Färjkarlen står beredd att forsla över människor till andra sidan stranden för att de skall kunna be vid en helig grav. Han hör ett ljud. En resande säger att det är en galen kvinna som roar människorna på vägen. Kvinnan kommer in ("Let me in! Let me out! Tell me the way!"). Hon letar efter sitt barn som rövades bort av en främling som slav. Färjkarlen vägrar att ta henne till andra sidan om hon inte underhåller passagerarna med sin sång. Hon förebrår honom och tittar på fåglarna istället. Bara måsar, säger färjkarlen men hon kallar dem för "Curlews of the Fenlands" (Fenlandsspovar). De flyter utmed floden ("Curlew River, smoothly flowing") och färjkarlen berättar för den resande att för ett år sedan kom en hedning ("a big man arm'd with a sword") ombord på skeppet i sällskap med en kristen 12-årig pojke som hedningen sa att han hade köpt som slav. Pojken såg sjuk ut och när de kom till andra sidan lade han sig på gräset nära kapellet. Hedningen hotade honom men övergav honom sedan. Flodfolket tog hand om pojken men han blev allt svagare. Han berättade för dem att hans döde fader hade varit en adelsman och att hans moder tog hand om honom tills han en dag blev bortrövad. Han bad att få bli begravd vid stigen till kapellet i hopp om att om någon av hans landsmän skulle komma hit så skulle deras skuggor falla över hans grav. Så dog han. Flodfolket trodde han var ett helgon. Båten har anlänt. Den galna kvinnan har gråtit över historien och av hennes frågor inser alla att barnet var hennes. Färjkarlen för henne till graven där hon stannar upp ("Hoping, I wander'd on"). Medan hon ber hörs pojkens röst och hans ande uppenbarar sig och befriar henne från hennes galenskap, innan han återvänder till graven ("Go your way in peace, mother").